# Ferdinand Magellan (vagão)
O Ferdinand Magellan (também conhecido como US Car. No. 1 ) é um vagão da Pullman Company que serviu como Vagão Ferroviário Presidencial, US Número 1 de 1943 a 1958. 
O atual proprietário, Gold Coast Railroad Museum em Miami-Dade County, Flórida, adquiriu-o em 1959. O Ferdinand Magellan foi designado um marco histórico nacional pelo Departamento do Interior dos Estados Unidos, Serviço de Parques Nacionais em 4 de fevereiro de 1985.

## História
Depois que os Estados Unidos entraram na Segunda Guerra Mundial, foi sugerido pelo agente do Serviço Secreto Mike Reilly e pelo secretário de imprensa da Casa Branca, Stephen Early, que o presidente Franklin D. Roosevelt precisava de um carro blindado especialmente equipado em vez de usar o equipamento padrão fornecido pela Pullman Company. O Ferdinand Magellan foi selecionado e a Pullman Company reconstruiu o carro. O Ferdinand Magellan se tornou o primeiro vagão de passageiros construído para um presidente desde que o Departamento de Guerra construiu um carro especial para ser usado por Abraham Lincoln em 1865. 

## Recursos
Quando o Ferdinand Magellan foi reconstruído para servir como United States Railcar No. 1, os seis quartos originais do vagão foram reduzidos para quatro, e a sala de jantar e a sala de observação foram aumentadas. Dois dos quartos eram uma suite do Presidente e da Primeira Dama, com casa de banho totalmente equipada, incluindo banheira, que ligava os dois quartos. A sala de jantar também pode ser usada como sala de conferências. Tem uma mesa de mogno e acomoda oito pessoas. A frente do carro tinha alojamentos para dois comissários, uma despensa, uma cozinha, equipamento mecânico, armazenamento e depósitos de gelo.
O carro estava protegido com uma placa de armadura nas laterais, superior, inferior e extremidades. As janelas foram substituídas por seladas com Vidro á prova de balas com 12 camadas. Como as janelas foram lacradas, o ar condicionado do carro foi soprado pelo interior dos canos que transportam a água derretida do gelo. Outras características incluem portas estilo cofre de banco na entrada traseira do carro, duas escotilhas de emergência (localizadas no lounge e no banheiro presidencial) para saída de emergência, alto-falantes externos para endereços públicos, um telefone em cada quarto que pode ser conectado a um telefone do trem tomada fornecida pela companhia telefônica local e um elevador de cadeira de rodas customizado que poderia elevar Roosevelt do nível do solo até a plataforma traseira do carro. Essas modificações aumentaram o peso do carro de 160,000 lb (73,000 kg) a 285,000 lb (129,000 kg), tornando o Ferdinand Magellan. O Ferdinand Magellan viajou no final de um trem especial que incluía vagões para funcionários, vagões de bagagem e um vagão de comunicações operado pelo Army Signal Corps. 

## Uso presidencial

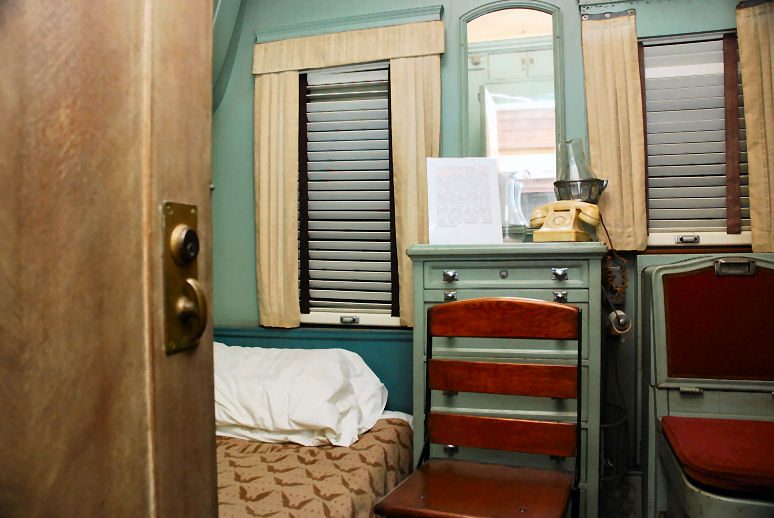
Cabine presidencial

A primeira viagem do presidente Roosevelt no Ferdinand Magellan foi para Miami, Flórida, onde ele embarcou em um hidroavião da Pan American World Airways para sua viagem à Conferência de Casablanca em 1943. Ele viajou aproximadamente 50,000 mi (80,000 km) no carro nos próximos dois anos, usando-o pela última vez em uma viagem a Warm Springs, Geórgia, duas semanas  antes de morrer lá.
Esta é a plataforma a partir da qual Harry Truman deu seus discursos de campanha " whistlestop". Durante a campanha, o carro viajou mais de 28,000 mi (45,000 km), e Truman deu quase 350 discursos da plataforma traseira. A famosa fotografia de Truman segurando a manchete incorreta "Dewey Derrota Truman " foi tirada enquanto o presidente estava de pé na plataforma do vagão.
O presidente Dwight D. Eisenhower fez pouco uso do Ferdinand Magellan . Ele viajou algumas vezes para sua fazenda em Gettysburg, Pensilvânia, para visitar seu irmão, Milton S. Eisenhower, que era presidente da Universidade Estadual da Pensilvânia, em University Park, Pensilvânia,  e uma vez para Ottawa, onde se dirigiu ao Parlamento do Canadá . O carro foi usado oficialmente pela última vez em 1954, quando Mamie Eisenhower o dirigiu até Groton, Connecticut, para batizar o primeiro submarino nuclear USS Nautilus .
Em 1984, o Ferdinand Magellan foi brevemente emprestado para a campanha de reeleição presidencial do presidente Ronald Reagan, que fez uma série de discursos da plataforma traseira durante uma viagem de um dia em Ohio em 12 de outubro de 1984. A viagem de trem de cinco paradas do presidente Reagan exigiu transportar o trem da Flórida para Ohio, remontá-lo e colocá-lo de volta em operação. A viagem do presidente Reagan foi a última vez em que o carro foi usado.